# JR貨物U30S形コンテナ
U30S形コンテナ（U30Sがたコンテナ）とは、1989年度に登場した、日本貨物鉄道（JR貨物）輸送用として籍を編入している20ft私有コンテナ（ドライコンテナ）である。

## 概要
本形式の数字部位 「 30 」は、コンテナの容積を元に決定される。このコンテナ容積30 m3の算出は、厳密には端数四捨五入計算の為に、内容積29.5 m3 - 30.4 m3の間に属するコンテナが対象となる。また形式末尾のアルファベット一桁部位「S」は、コンテナの使用用途（主たる目的）が「横滑りする構造」を表す記号として付与されている。

## 特記事項
当コンテナを運用できる貨車は、JR貨物チキ100形貨車5両のみである。同形式は当コンテナを3個積載することができた。単純に考えれば、3個×5両=15個であると思われるが何故か14個の製造であった。チキ100形は苫小牧駅 - 相模貨物駅間で自動車部品輸送に運用された。その後この輸送は、1996年（平成8年）に通常のコンテナ輸送に切り替えられ、運用離脱して休車となった。当コンテナも同様に用途廃止になった。
当コンテナの欠点として、専用のトラックがいないとコンテナの積み下ろしができない点にあった。このため貨車の積み込み駅及び、とりおろし駅に専用トラックを配備しておく必要があった。

## 番台毎の概要
日本フルハーフで14個(9001 - 9014)製造された。

### 9000番台
いすゞ物流所有。全高2,585mm（規格外）、第2積載限界適用。苫小牧駅 - 相模貨物駅間専用。スライドバンボディシステム採用。
- 9001 - 9004 : いすゞ物流所有。総重量11t。両側に SVS 標記あり。
- 9005 : いすゞ物流所有。総重量11t。両側に GEMINI 標記あり。
- 9006 : （不明）
- 9007・9008 : いすゞ物流所有。総重量11t。両側に GEMINI 標記あり。
- 9009 : （不明）
- 9010・9011 : いすゞ物流所有。総重量11t。両側に BIGHORN 標記あり。
- 9012 - 9014 : いすゞ物流所有。総重量11t。両側に MU 標記あり。